# Ilha Inexpressível

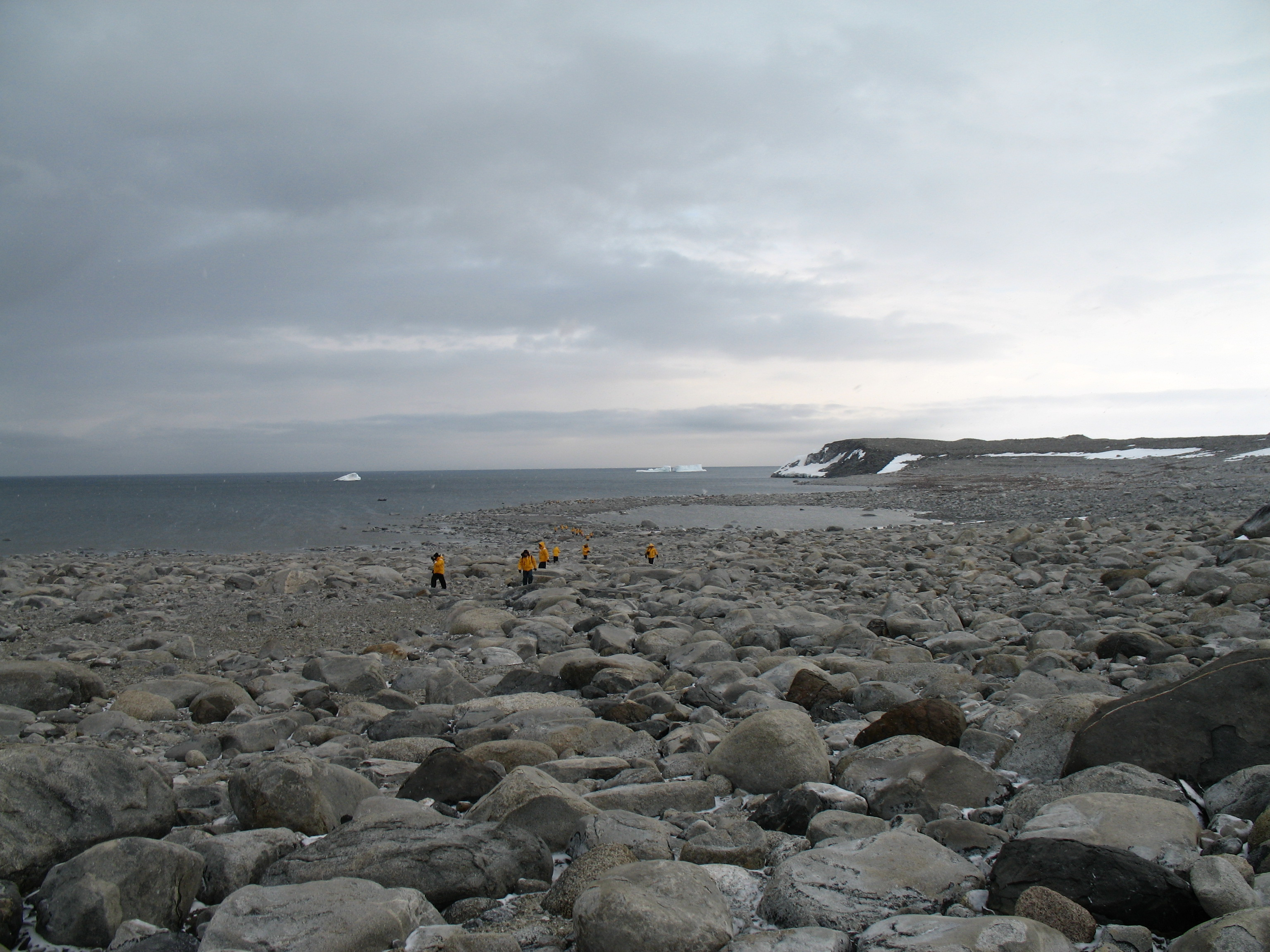
Vsta da Ilha Inexressível

A Ilha Inexpressível é uma ilha rochosa situada na Baía Terra Nova.

## História
A Expedição Terra Nova, liderada por Robert Falcon Scott (1910-1913) era composta por vários grupos. Um deles, o Grupo Norte, Victor Campbell, não acompanhou Scott para o interior, passando o Inverno no Cabo Adare. Em 1912, esse grupo (constituído por seis homens), iniciou uma longa viagem de regresso em direcção a Cabo Evans (por Hut Point). No entanto, foram deixados em Evans Coves com provisões e trenós para seis semanas, com o intuito de realizarem pesquisas geológicas. Depois do trabalho feito, foram deixados com rações para quatro semanas, pois não foi previsto que que o navio tivesse problemas em recolhê-los em Fevereiro. O Terra Nova não conseguiu alcançá-los devido às placas de gelo. Impossibilitados de contactar com o nacio, O Grupo Norte foi forçado a passar, de novo, o Inverno na Antártida. Escavaram um pequeno buraco na neve, de 3,7 por 2,7 m, e chamram-no de "Inexpressible Island", onde passaram o Inverno em péssimas condições, tendo que matar focas e pinguíns para complementar as suas rações.

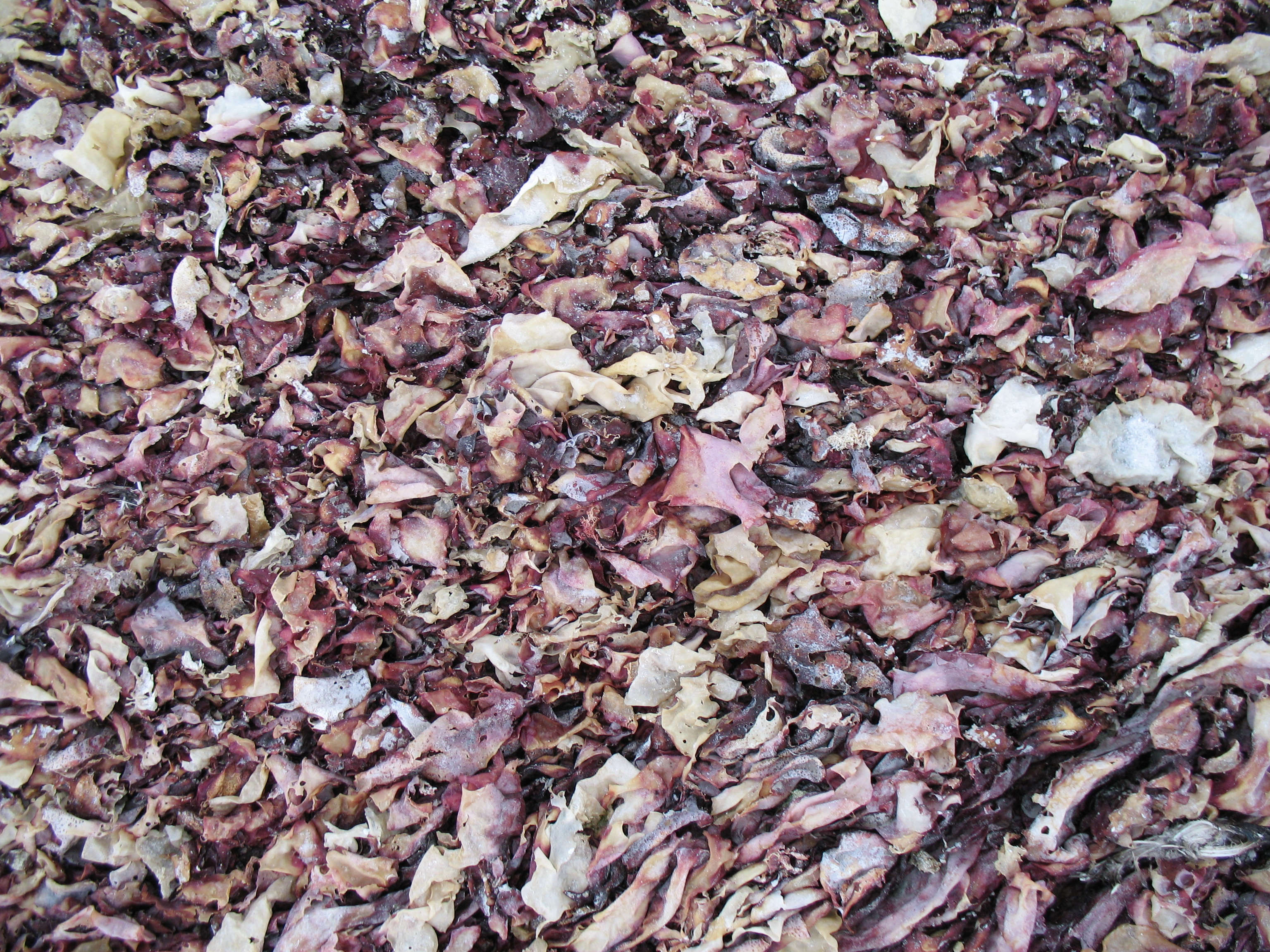
Algas na Ilha Inexpressível

O Grupo Norte tinha construído um depósito de provisões em Hells Gate Moraine (74° 52'S, 163° 50'E), na ilha, como segurança, não fosse o Terra Nova não conseguir chegar até eles. O depósito era constituído por um trenó carregado com provisões e equipamentos. Os membros do grupo sofreram de queimaduras pelo frio, fome, disenteria e ventos gelados. O médico do navio, George Murray Levick afirmou:
| “ | "O caminho para o inferno pode ser feito de boas intenções, mas parece que o inferno, ele próprio, deve ser feito de algo parecido com a Ilha Inexpressível." | ” |

Os homens iniciaram o regresso para Hut Point em 30 de Setembro de 1912, a 322 kmda costa, e o trajecto incluia atravessar o Glaciar Drygalski. Browning estava bastante doente e Dickason completamente debilitado pela disenteria. Chegaram a Hut Point a 5 de Novembro.
O local do buraco de gelo está classificado como "Categoria 1" pelo Antarctic Heritage Trust, e está protegido pelo Tratado da Antártida.